# Regne dels Xampinyons
El Regne dels Xampinyons (anglès: Mushroom Kingdom; japonès: キノコ王国, Kinoko Ōkoku), extraoficialment també Regne dels Bolets, és un principat fictici a la saga de videojocs Super Mario. És l'escenari principal de la saga i ha aparegut a la gran majoria dels jocs des de la seva primera aparició al Super Mario Bros. el 1985.
Dins de l'univers de la franquícia, el Regne dels Xampinyons està governat per la Princesa Peach. Sovint es representa com a poblat predominantment pels Toads, encara que altres espècies de la saga com ara els Yoshis, Goombas i Koopas, entre d'altres, també hi apareixen sovint com a residents. Només un petit nombre dels ciutadans del Regne dels Xampinyons, concretament Peach, Mario i Luigi, són humans.
Existeix disparitat entre les aparences múltiples del regne respecte a l'exacta posició d'alguns pobles i ciutats. Però el Regne dels Xampinyons inclou molts paisatges recurrents com planures, deserts, illes, muntanyes, zones nevades, boscs i llocs al cel.

## Ubicacions

### Castell de la Princesa Peach
Es presenta com un castell blanc i vermell d'estil centreeuropeu. Està decorat amb vitralls sobre les portes principals que representen la princesa. Habitat per la princesa i els seus Toads, el castell va aparèixer per primera vegada al Princess Toadstool's Castle Run (1990), però és més destacat al Super Mario RPG (1996) i és l'àrea principal del Super Mario 64. El seu disseny s'ha mantingut relativament consistent.

### Casa d'en Mario
La casa d'en Mario és la llar de Mario i del seu germà, en Luigi, en alguns jocs. De vegades es troba a prop del Castell de la Peach, i altres vegades fora de l'entrada al Regne dels Xampinyons, com al Super Mario Galaxy.

## Altres aparicions
La sèrie Super Smash Bros. inclou quatre escenaris diferents basats en el Regne dels Xampinyons. El Super Smash Bros. original inclou el nivell desbloquejable Mushroom Kingdom que es basa gràficament en l'original del Super Mario Bros. El Super Smash Bros. Melee n'inclou un renovat que va ometre les plantes Piranya i les canonades de l'escenari original. A més, l'escenari Mushroom Kingdom II es basa en el Super Mario Bros. 2. El Super Smash Bros. Brawl inclou el nivell Mushroom Kingdom, que apareix principalment com una versió abandonada del World 1-1 del Super Mario. Bros.
El Super Nintendo World a Universal Studios Japan i Universal Studios Hollywood inclou àrees temàtiques del Regne dels Xampinyons. El Regne dels Xampinyons també fa una aparició i té un paper important a Super Mario Bros.: La pel·lícula amb una aparença similar a la del Super Nintendo World.